# Les Goumiers marocains
Pour plus de détails, voir Fiche technique et Distribution.
Les Goumiers marocains est un téléfilm documentaire réalisé par Ahmed El Maanouni, diffusé à la télévision sur France 3 en 1992.
Ce téléfilm retrace, à travers des documents d'archives et des témoignages, l'histoire des goumiers marocains pendant les deux conflits mondiaux et la guerre d'Indochine. Une histoire oubliée qui commence dès le début du protectorat de la France au Maroc

## Fiche technique
- Titre original : Les Goumiers marocains (القوم المغاربة)
- Titre français : Les Goumiers marocains
- Réalisation, scénario : Ahmed El Maanouni
- Société de production : GMT Production
- Pays d'origine :  France
- Langue : français, arabe marocain
- Durée : 52 minutes
- Format : couleur - Betacam
- Genre : Téléfilm documentaire
- Date de diffusion :
  - France 3 : 1992